# Шкала відтінків згоди
Шкала відтінків (градієнтів) згоди англ. The Gradients of Agreement Scale запропонована в 1987 Семом Кейнером, англ. Sam Kaner, Дуаною Бергер англ. Duane Berger і їхнім персоналом у «Спільнота в роботі» англ. «Community At Work».
Ця шкала дає змогу членам групи висловити різний рівень підтримки тієї чи іншої пропозиції. Використовуючи цей інструмент, члени групи не змушені при голосуванні висловлювати підтримку лише в термінах «так» або «ні». Крім того, мета-процедура прийняття рішень дозволяє групі використовувати різні правила прийняття рішень для різних обставин.
Шкала відтінків згоди:
1. Повністю підтримую — означає «Мені це подобається»
2. Згоден, але маю незначні застереження — «В основному мені це подобається»
3. Згоден, але маю застереження — «Можу з цим жити»
4. Утримуюся — «Не маю думки з цього питання»
5. Відступаюся — «Мені це не подобається, але не хочу затримувати групу»
6. Пропоную провести додаткове обговорення питання
7. Незгоден і прошу не залучати до реалізації — «Не хочу зупиняти інших, але не хочу бути залученим до втілення цього рішення»
8. Категорично незгоден — «Не можу підтримати цю пропозицію».

Книга «Керівництво фасилітатора для спільного прийняття рішень» англ. «Facilitator's Guide to Participatory Decision-Making» перекладена іспанською, французькою, російською, китайською, арабською та мовою суахілі й використовується у великих і малих організаціях по всьому світу.